# Prawe Záhradky

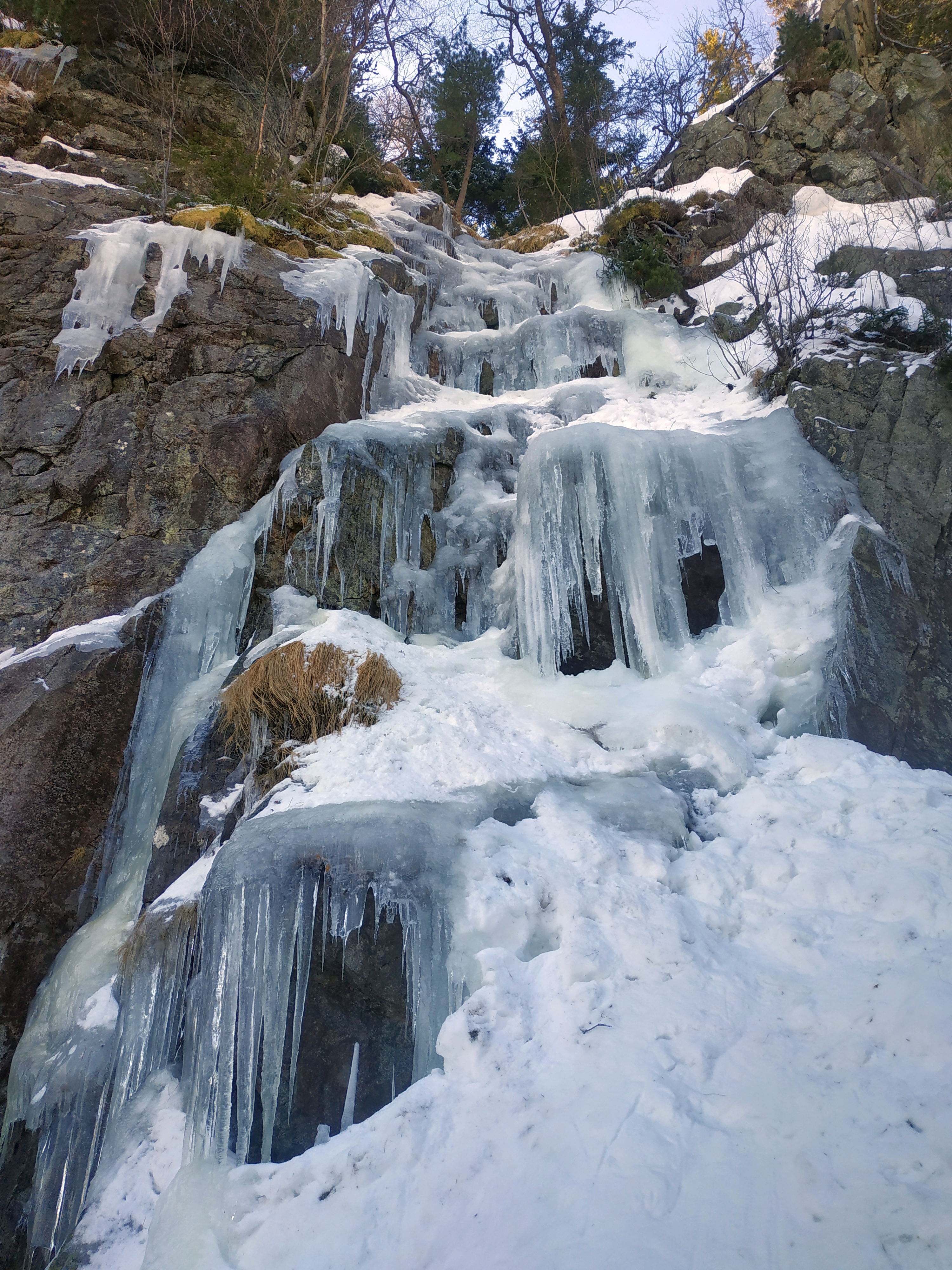

Prawe Záhradky (słow. Pravé Záhradky) – lodospad na Sławkowskim Grzebieniu w Dolinie Staroleśnej w słowackich Tatrach Wysokich. Ze Smokowieckiego Siodełka (Hrebenioka), na które kursuje Kolej na Smokowieckie Siodełko, dojść do niego można czerwonym szlakiem turystycznym. Po około 10 minutach od Hrebenioka ze szlaku skręca się na lewo na Sławkowski Grzebień. Najpierw jest lodospad Záhradky, dalej, po kilku minutach drugi lodospad Prawe Záhradky.
Na obydwu tych lodospadach uprawiana jest wspinaczka lodowa. Prawe Záhradky są krótsze i łatwiejsze od Záhradek. Mają wysokość 40 m i trudność II/3-4,dobre są więc dla początkujących wspinaczy. Najbardziej stromy jest lód po lewej stronie i są tam w skale zamontowane nity. Gdy lód jest cienki, niektóre miejsca skały są nieoblodzone, wówczas jest to wspinaczka mieszana. Asekuracja na drzewie nad lodospadem, do wspinaczki wystarczą ekspresy i różnej długości śruby lodowe. Prawe Záhradky zwykle nie są celem samym w sobie, lecz dodatkowym, po wspinaczce na Zahradkach, lub zastępczym, gdy na Záhradkach jest duży tłok.
Jeszcze dalej za Prawymi Záhradkami u północnych podnóży Sławkowskiego Szczytu w Dolinie Staroleśnej znajduje się Lodospad Veverki.